# Wahrscheinlichkeitsnetz
Das Wahrscheinlichkeitsnetz oder Wahrscheinlichkeitspapier gehört zu den mathematischen Papieren. Mit einem Wahrscheinlichkeitspapier kann man die Daten eines statistischen Merkmals daraufhin untersuchen, ob ihnen eine bestimmte Wahrscheinlichkeitsverteilung zu Grunde liegt. Es ist ein mit einem Koordinatennetz versehenes Diagramm, in dem auf der Abszisse die Quantile (Schwellenwerte) der Verteilung äquidistant, dagegen auf der Ordinate die dazugehörigen Funktionswerte der Verteilung in linearisierter Form abgetragen sind. Beim Eintragen der Wertepaare (Quantil, Verteilung) erhält man so eine Gerade.
Das Wahrscheinlichkeitsnetz ist ein herkömmliches Hilfsmittel, das vor allem vor Einführung der elektronischen Datenverarbeitung breite Anwendung fand, um einigermaßen schnell und effizient eine Verteilungsüberprüfung von Daten zu erreichen. Allgemein bekannt ist vor allem das Wahrscheinlichkeitsnetz der Normalverteilung, aber auch die Weibull-Verteilung wird in Wahrscheinlichkeitsnetzen dargestellt.

## Die Normalverteilung im Wahrscheinlichkeitsnetz
Auf der Abszisse werden die Quantile {\displaystyle x} einer standardnormalverteilten Zufallsvariablen abgetragen, ebenso auf der Ordinate. Auf der Ordinate werden aber nicht die Werte von {\displaystyle x}, sondern deren Verteilungsfunktionswerte
{\displaystyle \Phi (x)={\frac {1}{\sqrt {2\pi }}}\int _{-\infty }^{x}e^{-{\frac {t^{2}}{2}}}\,\mathrm {d} t}
angezeigt. Ordnet man auf der Ordinate die Skalenstriche so an, dass rechnerisch die Abstände zwischen den Verteilungsfunktionswerten gleich groß sind, erhält man das typische Muster des Gaußschen Wahrscheinlichkeitsnetzes.
Durch diese Linearisierung ergibt sich für die Wertepaare {\displaystyle (x;\Phi (x))} eine Gerade. Wahrscheinlichkeitspapier ermöglicht also ein einfaches Zeichnen einer solchen Funktion beziehungsweise die einfache Prüfung, ob gegebene Wertepaare zu einer Normalverteilung passen (sie müssen dann auf einer Geraden liegen).

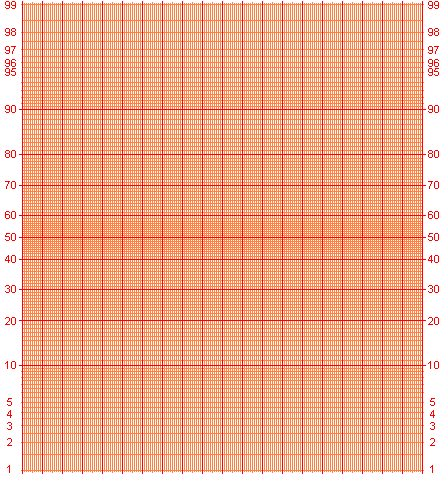
Wahrscheinlichkeitspapier

Als Beispiel ist nachfolgend die Funktion für den Erwartungswert μ = 100 und die Standardabweichung σ = 20 auf Wahrscheinlichkeitspapier gezeichnet.

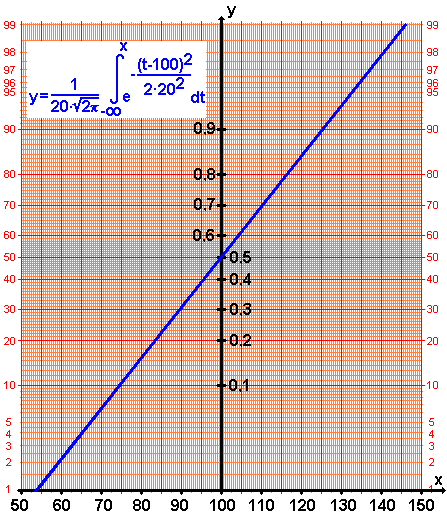
Wahrscheinlichkeitspapier mit eingezeichnetem Beispiel

## Praktische Anwendung am Beispiel der Normalverteilung
Praktisch wird so vorgegangen, dass die {\displaystyle n} erhobenen Beobachtungswerte {\displaystyle x_{i}} der Größe nach geordnet werden. Im einfachsten Fall werden den aufsteigend geordneten Werten {\displaystyle x_{[1]},x_{[2]},\dots ,x_{[n]}} die entsprechenden Werte {\displaystyle 1/n,2/n,\dots ,1} der  empirischen Verteilungsfunktion zugeordnet. Alternativ zu der so entstehenden Zuordnung
- {\displaystyle F(x_{[i]})={\frac {i}{n}}}

gibt es verschiedene Vorschläge bzw. Schätzformeln, z. B.:
- {\displaystyle F(x_{[i]})={\frac {3i-1}{3n+1}}={\frac {i-1/3}{n+1/3}}} nach Rossow[1],
- {\displaystyle F(x_{[i]})={\frac {i-0{,}375}{n+0{,}25}}} nach Blom[2],
- {\displaystyle F(x_{[i]})={\frac {i-0{,}5}{n}}},
- {\displaystyle F(x_{[i]})={\frac {i}{n+1}}} nach Weibull sowie Gumbel.

Bilden die {\displaystyle n} Wertepaaren {\displaystyle (x_{[i]},F(x_{[i]}))} für {\displaystyle i=1,\dots ,n}, wenn sie im Wahrscheinlichkeitspapier eingetragen sind,  annähernd eine Gerade, kann für die Grundgesamtheit, aus der die Daten entstammen, eine Normalverteilung vermutet werden. Schätzungen für die Parameter Mittelwert und Standardabweichung können direkt aus dem Wahrscheinlichkeitspapier abgelesen werden.